# Abadia de Saint-Savin-sur-Gartempe
L'abadia de Saint-Savin-sur-Gartempe, romànica, començada al segle xi, està situada en la comuna francesa de Saint-Savin del departament de Vienne, a l'antiga província del Poitou. Va ser declarat Patrimoni de la Humanitat per la UNESCO l'any 1983 en tant que alberga un bell conjunt de frescos romànics molt complet, ben conservat i únic a Europa.